# Gopalapura, Somvarpet
Gopalapura là một làng thuộc tehsil Somvarpet, huyện Kodagu, bang Karnataka, Ấn Độ.